# David Souter
David Hackett Souter (Melrose, 17 settembre 1939 – Hopkinton, 8 maggio 2025) è stato un giurista e magistrato statunitense, giudice associato della Corte Suprema degli Stati Uniti dal 1990 al 2009.

## Biografia
Souter nacque a Melrose, nel Massachusetts, unico figlio di Joseph Alexander Souter, dirigente di banca, e di Helen Hackett Souter. Suo padre, che era un banchiere, morì nel 1976. David trascorse la maggior parte dell'infanzia e dell'adolescenza presso la fattoria della sua famiglia a Weare, nel New Hampshire. Frequentò le scuole superiori a Concord, e si iscrisse allo Harvard College (parte dell'omonima università), dove predilesse lo studio della filosofia e scrisse una tesi sul positivismo legale di Oliver Wendell Holmes Jr.. Nel 1961 si laureò magna cum laude, ottenne una borsa di studio Rhodes e frequentò il Magdalen College all'università di Oxford, dove ottenne la laurea in giurisprudenza. Studiò poi alla Harvard Law School, dove si laureò nel 1966.
Conclusi gli studi, Souter lavorò presso lo studio legale Orr & Reno a Concord dal 1966 al 1968. In quell'anno accettò il posto di procuratore generale aggiunto dello stato del New Hampshire, lavorando nel settore penale come pubblico ministero. Nel 1971 Warren Rudman, divenuto Procuratore Generale dello stato, lo nominò Vice Procuratore Generale. Quando, nel 1976, Rudman si dimise dall'incarico per svolgere la libera professione, Souter gli succedette come Procuratore Generale. Nel 1978 fu nominato Giudice Associato della Corte Superiore del New Hampshire, e nel 1983 Giudice Associato della Corte Suprema del New Hampshire. Questi incarichi gli permisero di accumulare una ampia e varia esperienza legale.
Negli anni settanta e ottanta fu anche consigliere di amministrazione dell'ospedale di Concord e della New Hampshire Historical Society.

### Giudice alla Corte Suprema

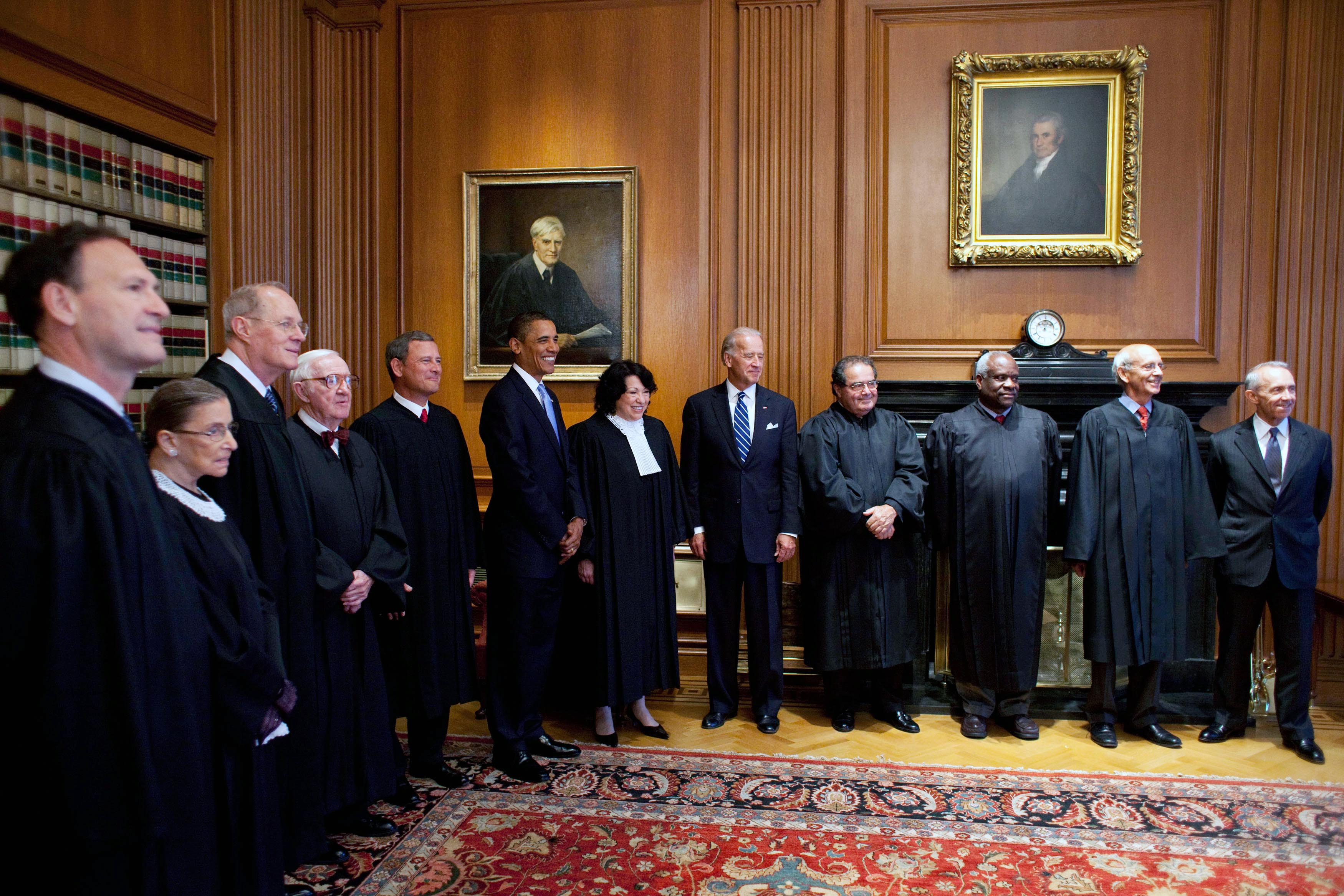
Souter (ultimo da destra) nel 2009 all'investitura della sua succeditrice Sonia Sotomayor alla presenza di Barack Obama, Joe Biden e degli altri giudici della Suprema Corte

Il 24 gennaio 1990 il presidente George Bush nominò Souter giudice presso la Corte d'Appello per il Primo Circuito; dopo la conferma del Senato, Souter entrò in carica il 25 maggio.
Dopo il pensionamento di William Brennan, il presidente Bush, il 25 luglio dello stesso anno, scelse Souter a succedergli come giudice associato della Corte Suprema degli Stati Uniti. In questa decisione ebbero un ruolo di grande importanza il suo vecchio amico Warren Rudman (che nel frattempo era stato eletto al Senato) e l'ex governatore del New Hampshire John H. Sununu, che all'epoca era capo di gabinetto di Bush, e che assicurò che Souter era un giurista conservatore.
Souter entrò in carica il 9 ottobre 1990, dopo che il Senato approvò la nomina con un voto di 90 a 9. La stampa definì Souter il "giudice ombra", poiché il suo operato di giudice non aveva mai suscitato serie controversie e da esso non risultava in modo evidente la sua filosofia giurisprudenziale.
Souter, insieme al defunto giudice capo William Rehnquist e al giudice Stephen Breyer, è considerato un forte difensore dell'integrità istituzionale della Corte. Tradizionalista da questo punto di vista, egli, in risposta alle proposte di effettuare riprese filmate delle sedute della Corte, dichiarò: "Il giorno in cui si vedrà una telecamera entrare nell'aula della Corte, essa dovrà passare sopra il mio cadavere.
Durante le udienze della commissione giustizia del Senato, che doveva esaminare la sua nomina alla Corte, dichiarò: "La prima semplice lezione è che in qualunque corte noi siamo, qualunque cosa noi facciamo... il nostro lavoro alla fine avrà delle ripercussioni su qualche essere umano. Alcune vite umane saranno cambiate da ciò che facciamo... E quindi è bene che usiamo ogni capacità delle nostre menti e dei nostri cuori e del nostro essere per giungere a decisioni giuste".

#### Giurisprudenza
Inizialmente, nel 1990-93, Souter fu un giudice di inclinazione conservatrice, anche se più simile ad Anthony Kennedy che ai più estremi Antonin Scalia o William Rehnquist. Nel suo primo anno di attività Souter e Scalia votarono allo stesso modo nell'85% dei casi; Souter votò come Kennedy e Sandra Day O'Connor (un'altra conservatrice moderata) nel 97% dei casi. Il punto di svolta venne nel 1992, nel caso Planned Parenthood contro Casey, in cui la Corte confermò il principio fondamentale enunciato nel caso Roe contro Wade. Souter e Kennedy erano inclini ad annullare la sentenza Roe e a confermare tutte le restrizioni previste dalla legge della Pennsylvania sotto esame nel caso. Ma dopo essersi consultati con la O'Connor, i tre stesero una opinione congiunta che confermò tutte le restrizioni alla possibilità di abortire previste dalla legge tranne la notifica obbligatoria al marito, ma che riaffermava il principio basilare della sentenza Roe, secondo cui il diritto ad abortire è protetto dalla Costituzione.
In seguito Souter si è mantenuto quasi costantemente su posizioni moderatamente progressiste, smentendo le aspettative di conservatorismo derivanti dal fatto che era stato nominato da un presidente repubblicano.
Così, ad esempio, in materia di diritti civili ha condiviso le decisioni della Corte contro le discriminazioni a danno di donne (United States v. Virginia, 518 U.S. 515 (1996): un'accademia militare non può rifiutare l'iscrizione alle donne) e di omosessuali (Romer v. Evans, 517 U.S. 620 (1996): non si può proibire allo stato di svolgere azioni contro le discriminazioni verso gli omosessuali; Lawrence v. Texas, 539 U.S. 558 (2003), la sodomia tra omosessuali non può essere considerata reato); ha dissentito da Boy Scouts of America v. Dale, 530 U.S. 640 (2000), secondo cui i Boy Scouts of America, in quanto associazione privata, possono espellere un membro omosessuale poiché questo rientra nella libertà di associazione. Per quanto riguarda le discriminazioni razziali, ha condiviso la sentenza Grutter v. Bollinger, 539 U.S. 306 (2003) che ammetteva la possibilità di usare la razza come uno dei fattori negli esami di ammissione all'università, per favorire la diversità razziale tra gli studenti; ha dissentito da Adarand Constructors v. Pena, 515 U.S. 200 (1995), che rendeva molto difficili le discriminazioni a favore di minoranze razziali (affirmative action) e da Meredith v. Jefferson County Board of Education e PICS v. Seattle School District No. 1, 551 U.S. 701 (2007), secondo cui le scuole pubbliche non possono usare la razza come fattore per distribuire gli studenti tra diversi istituti per favorire la diversità razziale.
In materia di religione, ha condiviso decisioni come Lee v. Weisman, 505 U.S. 577 (1992), che vietava la recitazione di preghiere durante la cerimonia di consegna dei diplomi nelle scuole pubbliche, e McCreary County v. ACLU of Kentucky, 545 U.S. 844 (2005), secondo cui l'esposizione dei dieci comandamenti in un'aula di tribunale è una violazione del principio di separazione tra stato e chiesa; ha dissentito da Rosenberger v. University of Virginia, 515 U.S. 819 (1995), in base alla quale un'università pubblica che finanzia giornali studenteschi non può rifiutare tali finanziamenti a un giornale religioso, da Zelman v. Simmons-Harris, 536 U.S. 639 (2002), che confermò la fornitura di buoni scuola da utilizzare presso scuole private in gran parte religiose, e da Van Orden v. Perry, 545 U.S. 677 (2005), che stabilì che un monumento riportante i dieci comandamenti situato in un parco pubblico non viola il principio di separazione tra stato e chiesa poiché trasmette un messaggio storico e sociale e non solo religioso.
In campo penale ha condiviso le sentenze con cui la Corte ha stabilito che la pena di morte non è applicabile ai minorati mentali (Atkins v. Virginia, 536 U.S. 304 (2002)) e ai minorenni (Roper v. Simmons, 543 U.S. 551 (2005)), mentre ha dissentito dalle sentenze Ewing v. California, 538 U.S. 11 (2003) e Lockyer v. Andrade, 538 U.S. 63 (2003) che confermavano la validità di una legge della California (three strikes law) che imponeva sentenze estremamente pesanti ai recidivi anche per reati minori.
Inoltre ha dissentito da diverse sentenze che limitavano i poteri federali a favore degli stati (ad esempio, Alden v. Maine, 527 U.S. 706 (1999) o United States v. Morrison, 529 U.S. 598 (2000)); ha condiviso la decisione in Reno v. ACLU, 520 U.S. 1113 (1997), che annullava alcune norme contro la diffusione di materiale pornografico via internet, in quanto lesive della libertà di parola; ha dissentito da Bush v. Gore, 531 U.S. 98 (2000), che risolveva a favore di George W. Bush la contestata elezione presidenziale del 2000; ha condiviso le decisioni secondo cui i cittadini stranieri detenuti a Guantanamo e i cittadini americani detenuti come "combattenti nemici" nell'ambito della guerra al terrorismo hanno il diritto di ricorrere in tribunale contro la detenzione (Rasul v. Bush, 542 U.S. 466 (2004) e Hamdi v. Rumsfeld, 542 U.S. 507 (2004)), e Hamdan v. Rumsfeld, 126 S. Ct. 2749 (2006), che concluse che le commissioni militari create per processare i detenuti a Guantanamo sono illegali.

### Pensionamento
Il 30 aprile 2009 la National Public Radio annunciò che Souter aveva deciso di ritirarsi in pensione al termine della corrente sessione della Corte. Il giorno dopo il presidente Obama ha confermato la notizia intervenendo alla quotidiana conferenza stampa tenuta alla Casa Bianca, e la Corte ha reso pubblica la lettera indirizzata al Presidente in cui Souter annuncia il pensionamento. Il 26 maggio Obama ha nominato a succedergli Sonia Sotomayor. Il pensionamento di Souter è divenuto effettivo il 29 giugno 2009.